# 西崎崇子
西崎崇子，BBS（1944年4月14日—）是日本小提琴家。

## 生平
西崎崇子生于名古屋，4岁起從父西崎信二學習小提琴。5歲開始在公眾場合演出。9岁时成为完成鈴木鎮一所創的鈴木教學法的首位学员。
1962年前往美国，先在耶魯大學師從布羅杜斯·歐爾，後在紐約茱莉亞音樂學院師從約瑟夫·富奇，并于1966年获茱莉亚音乐学院的弗里茨·克萊斯勒獎學金。1964年在黎文特利特國際比賽中獲亞軍，第一名则是伊扎克·帕尔曼。1969年在朱利亞德協奏曲比賽（Juilliard Concerto Competition）中獲冠軍，當時她與今井信子一起演奏了莫扎特交響協奏曲。
后与拿索斯唱片公司创始人克劳斯·海曼结婚，定居香港。
2003年，西崎崇子由於致力推廣古典音樂及慈善活動，獲香港特別行政區政府頒授銅紫荊星章。
西崎崇子於2013獲香港科技大學頒授榮譽大學院士，並於該校人文學部兼任教授。
西崎崇子在黎文特利特國際比賽中，開啟了音樂會的生涯，曾與鋼琴家安德拉斯·希夫、耶諾·揚多、伍爾夫·哈爾登、阿歷山德爾·澤金、米歇爾·龐蒂、白建宇等演奏家合作演出和錄製唱片；曾與名家伊扎克·帕爾曼、平夏斯·祖克曼、今井信子、岩崎耕、瑪麗亞·克利蓋爾等合作演出室內樂。

## 作品與風格
西崎崇子录制过魯賓斯坦、施波爾、居伊、貝里奧、雷斯皮基和約阿希姆創作的協奏曲作品，韋瓦第的《四季》、巴哈、柴科夫斯基的小提琴與樂隊的作品，莫扎特全部的小提琴與鋼琴奏鳴曲、貝多芬全部的小提琴與鋼琴奏鳴曲、格里格和弗朗克的奏鳴曲集等。 
她錄製的的维瓦尔第《四季》销量超一百万张，《梁祝小提琴協奏曲》在中国及东南亚的銷量超過三百萬張。
其演奏的小提琴作品音色非常溫暖，且特色鮮明，有承克萊斯勒大量使用揉弦的演奏方式。